# Auenwald
Auenwald – miejscowość i gmina w Niemczech, w kraju związkowym Badenia-Wirtembergia, w rejencji Stuttgart, w regionie Stuttgart, w powiecie Rems-Murr, wchodzi w skład wspólnoty administracyjnej Backnang. Leży ok. 20 km na północny wschód od Waiblingen, na granicy Lasu Szwabsko-Frankońskiego.

## Współpraca
Miejscowość partnerska:
- Beaurepaire, Francja od 1987